# Medgyessy Ildikó
Medgyessy Ildikó, született Dvorszky Ildikó (Hámor, 1944. augusztus 22. –) az Elegant Design Zrt. elnök-vezérigazgatója, cégvezető, az Ez a Divat volt főszerkesztője.

## Élete

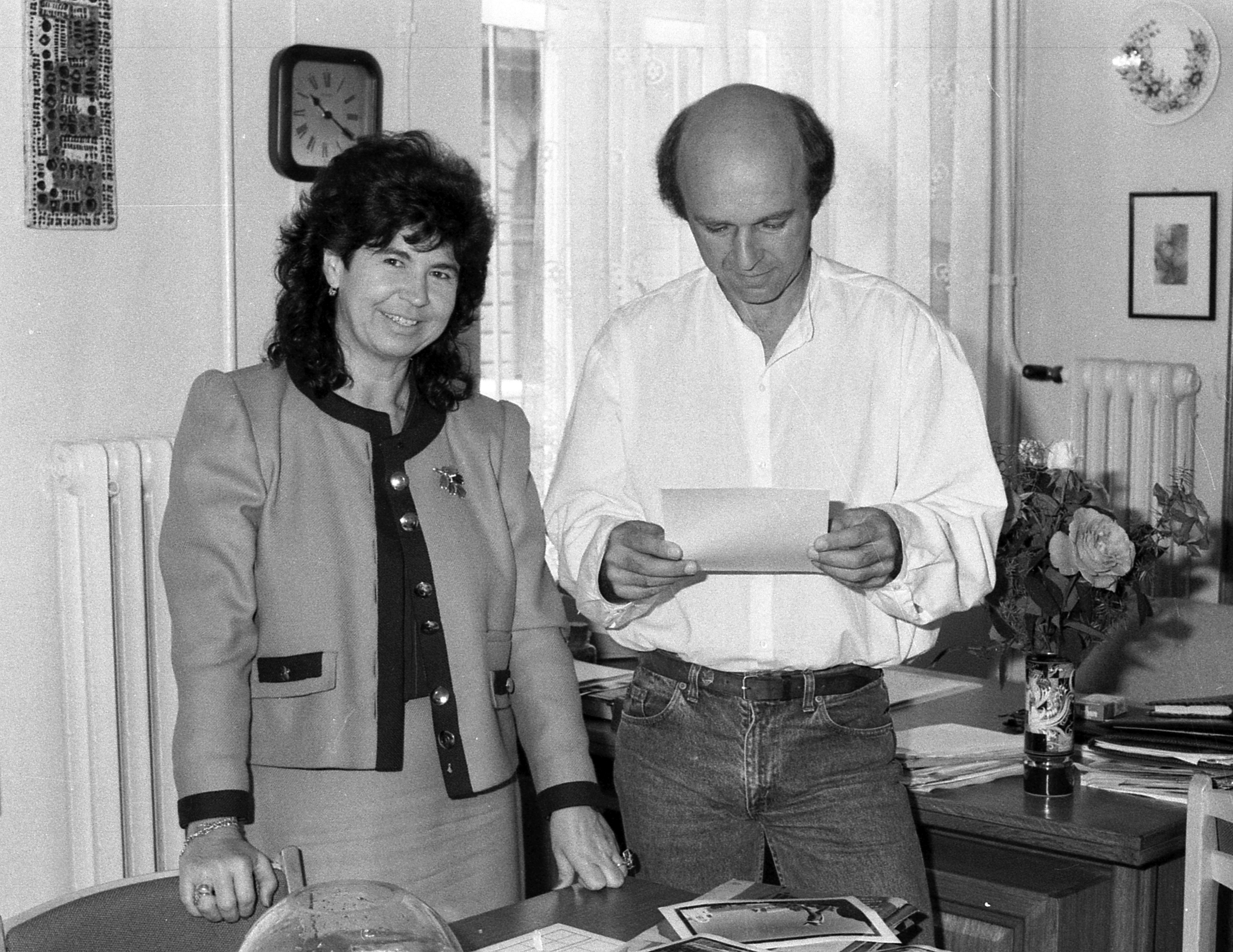
Sylvain Julienne francia háborús fotóssal (fotó:Rózsavölgyi Gyöngyi)

1962-ben érettségizett Miskolcon a Zrínyi Ilona Gimnáziumban. 1966-ban végzett a Budapesti Corvinus Egyetem elméleti szakán, 1971-ben summa cum laude, kiváló minősítéssel doktorált a marketing tanszéken.
Az egyetem elvégzése után az Országos Piackutató Intézetben dolgozott 10 évig.
1974-től a Magyar Divat Intézetben az akkor megalakuló nemzetközi és piackutató főosztály vezetője lett nyolc éven át. A Magyar Divat Intézetben eltöltött 8 évet követően a Könnyűipari, majd az 1980-ban megalakult Ipari Minisztérium Könnyűipari stábjához került, majd az Ipari Minisztériumba, ahol három év múlva a Kereskedelmi kapcsolatok főosztályvezetője lett. Ebben a minőségben vezette a magyar-francia ipari vegyes bizottság üléseit itthon is és Párizsban is, miután franciául jól beszél
1987-től az Ez a Divat főszerkesztője. Cikkeket írt az Ez a Divat havilap részére „Gyárról gyárra” illetve „Telefoninterjúk” címmel. Ennek hatására a Lapkiadó Vállalat kérte fel 1987-ben az Ez a Divat újság főszerkesztőjének. Szerkesztette továbbá az Andi-Bandi gyermek divatlapot, az Ez a Divat és a Hungarocoop közös, 1988–1990 között negyedévente megjelent kiadványát, és minden évben egyszer sor került az Ez a Divat Évkönyv szerkesztésére és kiadására is. A Szovjetunióba is készített orosz nyelvű kiadványokat.
Az 1988. január 1-jétől nyugállományba vonult Zsigmond Márta utódaként lett dr. Medgyessy Ildikó az Ez a Divat főszerkesztője, akinek komoly rálátása volt a nemzetközi divatlappiacra, kiválóan beszélt franciául, a francia vonalat szerette a divatban és a sajtóban is.
A közgazdász Medgyessy Ildikó a kilencvenes évek elején lett a privatizált Május 1. Ruhagyár egy részéből megalakuló Elegant Design Zrt. volt elnök-vezérigazgatója, cégvezetője.
Budapesten a legszebb kabátok az Elegant Design-nál születtek. Amikor a cég még a Május 1. Ruhagyár része volt, már akkor is profinak számított ebben a műfajban, s 1990 óta – amikor a Május 1. utóda, az Elegant sok részre szakadt, s egyik önálló részvény-társaságaként kivált belőle az Elegant Design – az itt készülő felsőkonfekció még híresebbé vált. Világhírű francia és német cégek – például a Kenzo, a Dejac, a Ventillo, a Douvier, az Idem, a Cltarese, a Klumpp és a Neumann – árulják saját márkanevükkel az Elegant Design-ban készült kabátot, kosztümöt, szoknyát, nadrágot, új elnök-vezérigazgatója lett az E. D. Rt.-nek: Medgyessy Ildikó.
Belföldi nagy vásárlóik: S-Modell, Aranypók, Daniel D., Bolero, Aquincum Kft., Skála Trade, Intime Kft. és sok kiskereskedő, butikos. Az exportra kerülő konfekció alapanyaga zömmel Párizsból, Firenzéből és Ausztriából származik, a kiegészítők hazaiak.
A Patronage 99 Alapítvány 2020 február végén jött létre, megalapítója és mentora dr. Medgyessy Ildikó divatszakember. Hagyományteremtő szándékkal egy divatdíjat indít útjára, illetve ösztönözni szeretné a divattervezők, öltözködési szakemberek tevékenységét.

## Művei
- Életem és a divat; Elegant Design, Budapest, 2021

## Díjak, elismerések
- „A Magyar gazdaságért” címmel kitüntetést kapott a Nemzetgazdasági minisztertől (2015)
- „Év vállalkozója” kitüntető cím (2013, 2016, 2018)

## Magánélete
Elvált, Medgyessy Péterrel kötött házasságából két gyermeke (Gergely és Ildikó) született.